# Handelskammer für das Fürstentum Schwarzburg-Sondershausen
Die Handelskammer für das Fürstentum Schwarzburg-Sondershausen war eine Handelskammer mit Sitz in Arnstadt.
Mit Gesetz vom 30. Juli 1899 erfolgte 1899 die Gründung der Handelskammer für das Fürstentum Schwarzburg-Sondershausen.
Die Kammer bestand aus 15 Mitgliedern (9 aus der Oberherrschaft und 6 aus der Unterherrschaft). Die Wahl für die erste Fünfjahresperiode kam mit Verzögerung zustande. Die Ergebnisse wurden jeweils veröffentlicht. Während der ganzen Zeit ihres Bestehens war Kommerzienrat Rudolf Rieck aus Arnstadt Vorsitzender der Kammer. Weitere bekannte Mitglieder waren Rudolf Boese, Albin Kirsch, Kurt Lindner und Wilhelm Schatz.
1923 wurden die 11 in Thüringen bestehenden Handelskammern zu drei Industrie- und Handelskammern in Gera, Weimar und Sonneberg zusammengefasst. Die Handelskammer in Arnstadt ging damit in der „Mittelthüringischen Industrie- und Handelskammer in Weimar“ auf.